# 亚硝𬭩离子
亚硝𬭩离子是化学式 NO+ 的阳离子，是电中性的一氧化氮被电离而成的。它可以由亚硝酸被质子化而成。

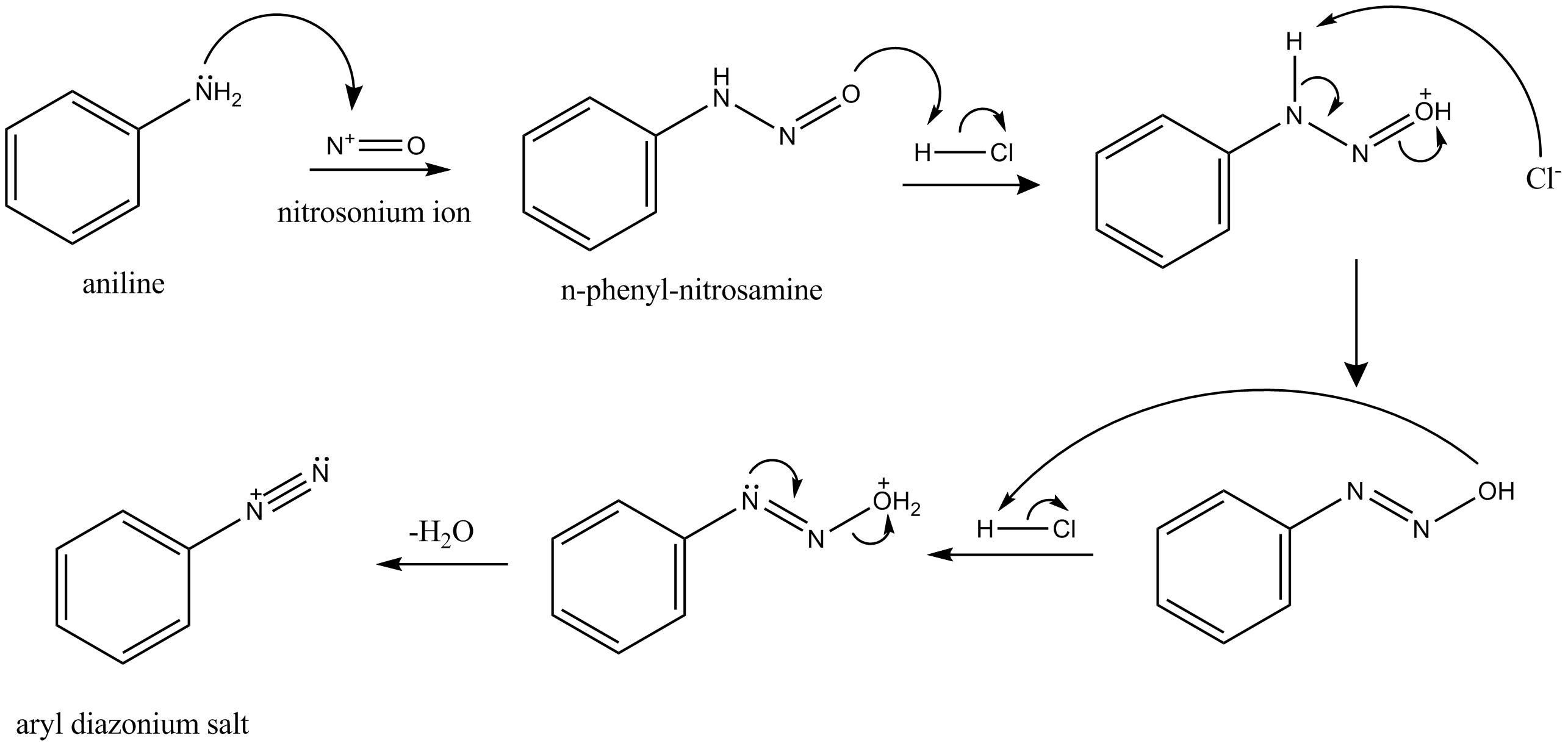
反应的亞硝醯基与苯胺形成一个重氮盐。

## 化學性質

### 水解
NO+容易與水反應形成亞硝酸：
NO++ H2O→HONO + H+
因此，亚硝𬭩盐必須防止水分甚至潮濕的空氣。亚硝𬭩盐和鹼反應產生亞硝酸鹽：
NO++ 2 NaOH→NaNO2+ Na++ H2O

### 作為重氮化試劑
NO+與芳基胺ArNH2反應，得到重氮鹽ArN+
2。

### 作為氧化劑
NO+，如NOBF4，是一種強氧化劑：

### 芳香烃的亚硝酰化
亲电子的芳香烃可以被 NOBF4 亚硝酰化。 这是一个涉及苯甲醚的例子：
CH3OC6H5 + NOBF4 → CH3OC6H4NO + HBF4

### 作为亚硝酰配合物的来源
NOBF4 和羰基配合物反应，形成对应的亚硝酰配合物。
(C6Et6)Cr(CO)3 + NOBF4 → [(C6Et6)Cr(CO)2(NO)]BF4 + CO